# Dmitrij Priszczepow
Dmitrij Filimonowicz Priszczepow (ros. Дмитрий Филимонович Прищепов, ur. 21 listopada 1896 we wsi Kołodnice w guberni mohylewskiej, zm. 31 stycznia 1940 w Mińsku) – działacz państwowy Białoruskiej SRR.

## Życiorys
Od 1916 służył w rosyjskiej armii (został w niej chorążym), od maja 1918 należał do RKP(b), 1919-1920 służył w Armii Czerwonej, później był m.in. przewodniczącym powiatowego komitetu rewolucyjnego w Witebsku i 1922-1923 przewodniczącym Komitetu Wykonawczego Orszańskiej Rady Powiatowej. W latach 1923-1924 był zastępcą przewodniczącego i krótko w 1924 przewodniczącym Komitetu Wykonawczego Witebskiej Rady Gubernialnej, od 14 lutego do 14 maja 1924 członkiem Tymczasowego Białoruskiego Biura KC RKP(b), od kwietnia 1924 zastępcą ludowego komisarza, następnie do września 1929 ludowym komisarzem rolnictwa Białoruskiej SRR. 19 lipca 1930 został aresztowany, później skazany na 10 lat pozbawienia wolności, w czerwcu 1937 wypuszczony. W sierpniu 1937 został ponownie aresztowany, po czym osadzony w mińskim więzieniu; zmarł w szpitalu więziennym.